# Monumento a Goethe (Berlino)
Il monumento a Goethe (Goethe-Denkmal) è un monumento in marmo di Carrara dedicato allo scrittore e poeta tedesco Johann Wolfgang von Goethe e situato a Berlino, nel Großer Tiergarten. L'opera venne realizzata da Fritz Schaper, un esponente della scuola di scultura berlinese, tra il 1876 e il 1880.

## Storia
Già nel 1860 il comitato ghetiano di Berlino aveva condotto una campagna per erigere un monumento allo scrittore francofortese, ma inizialmente non ebbe molta risonanza. Le donazioni da parte dei membri dell'Accademia Reale Prussiana di scienze ammontavano solo a 26 Reichstaler. L'anno successivo, si decise di dedicare dei monumenti ai poeti Johann Wolfgang von Goethe, Friedrich Schiller e Gotthold Ephraim Lessing. Dopo aver innalzato il monumento a Schiller tra il 1868 e il 1871, nel 1880 fu la volta del monumento a Goethe e nel 1890 venne inaugurato il monumento a Lessing nel Großer Tiergarten.
Dopo un concorso ufficiale nel maggio del 1872, vennero presentati e valutati cinquanta progetti. L'idea di Fritz Schaper, allora relativamente sconosciuto, fu ben accolta dal pubblico. Il comitato per il monumento raccomandò la revisione dei quattro progetti migliori. Schaper scolpì il monumento tra il 1876 e il 1880: inizialmente aveva pensato di scolpire Goethe da giovane, ma poi lo realizzò all'età di quarant'anni. L'inaugurazione del monumento avvenne il 2 giugno 1880, alla presenza di molte personalità di spicco in ambito politico e culturale.

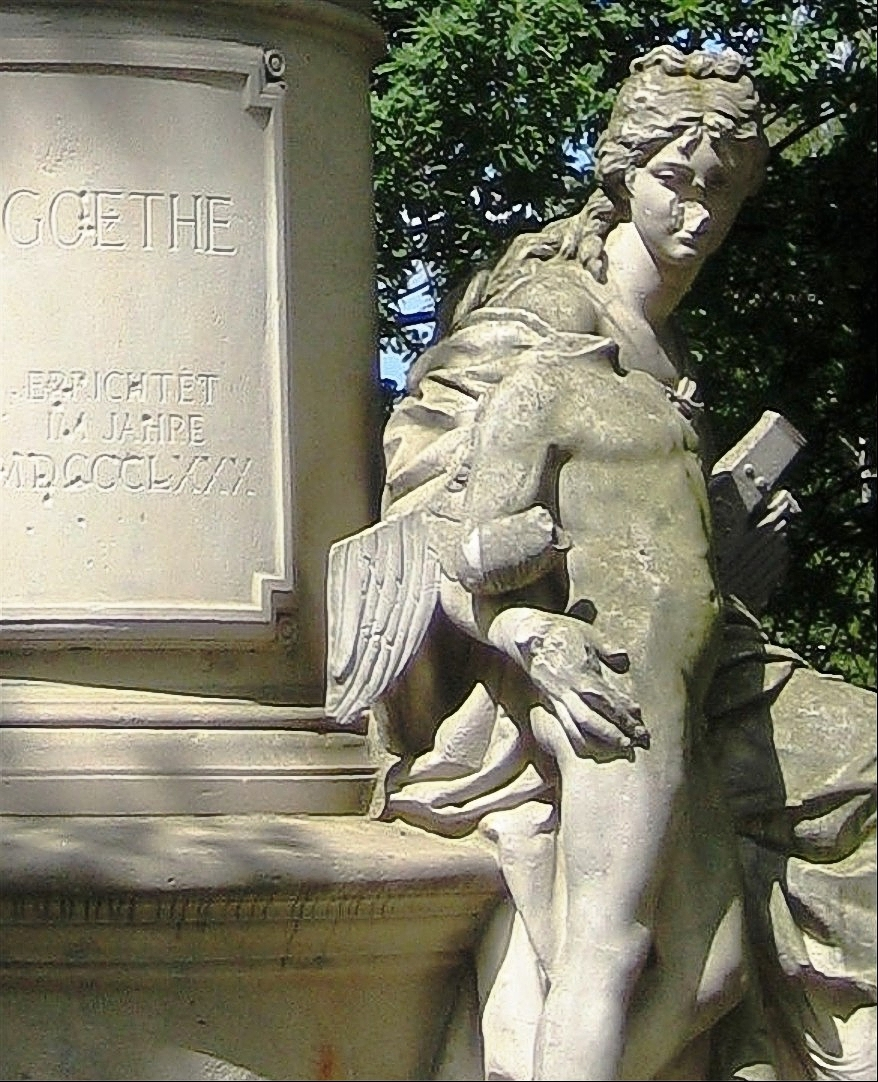
I danni alla copia in calcestruzzo nel 2009.

Durante la seconda guerra mondiale, il monumento subì alcuni danni ma non venne distrutto. Il primo restauro avvenne tra il 1959 e il 1960. Nel 1982 la scultura venne spostata nel lapidario sul Landwehrkanal per proteggerla dalle intemperie. Nel 1987, venne realizzata una copia in calcestruzzo scolpita dallo scultore e restauratore Harald Haacke. Solo il 2 novembre 2010 il monumento a Goethe tornò nella sua collocazione originaria, dato che la copia si era rovinata a causa dell'inquinamento atmosferico.

### Restauro
Prima che il monumento ritornasse nel Tiergarten nel 2010, questo venne esaminato accuratamente e restaurato. Nonostante i lavori di restauro, restano ancora visibili numerosi segni di proiettili sulle statue e sulla base, in ricordo dei danni causati durante la guerra. L'insieme venne reso molto più resistente agli agenti atmosferici grazie a un trattamento speciale. Il costo totale è stato di 250.000 euro. Questo restauro seguiva un programma in base al quale tutti i sessanta monumenti del Großer Tiergarten sarebbero stati esaminati a fondo e, se necessario, riparati o sostituiti.

## Descrizione

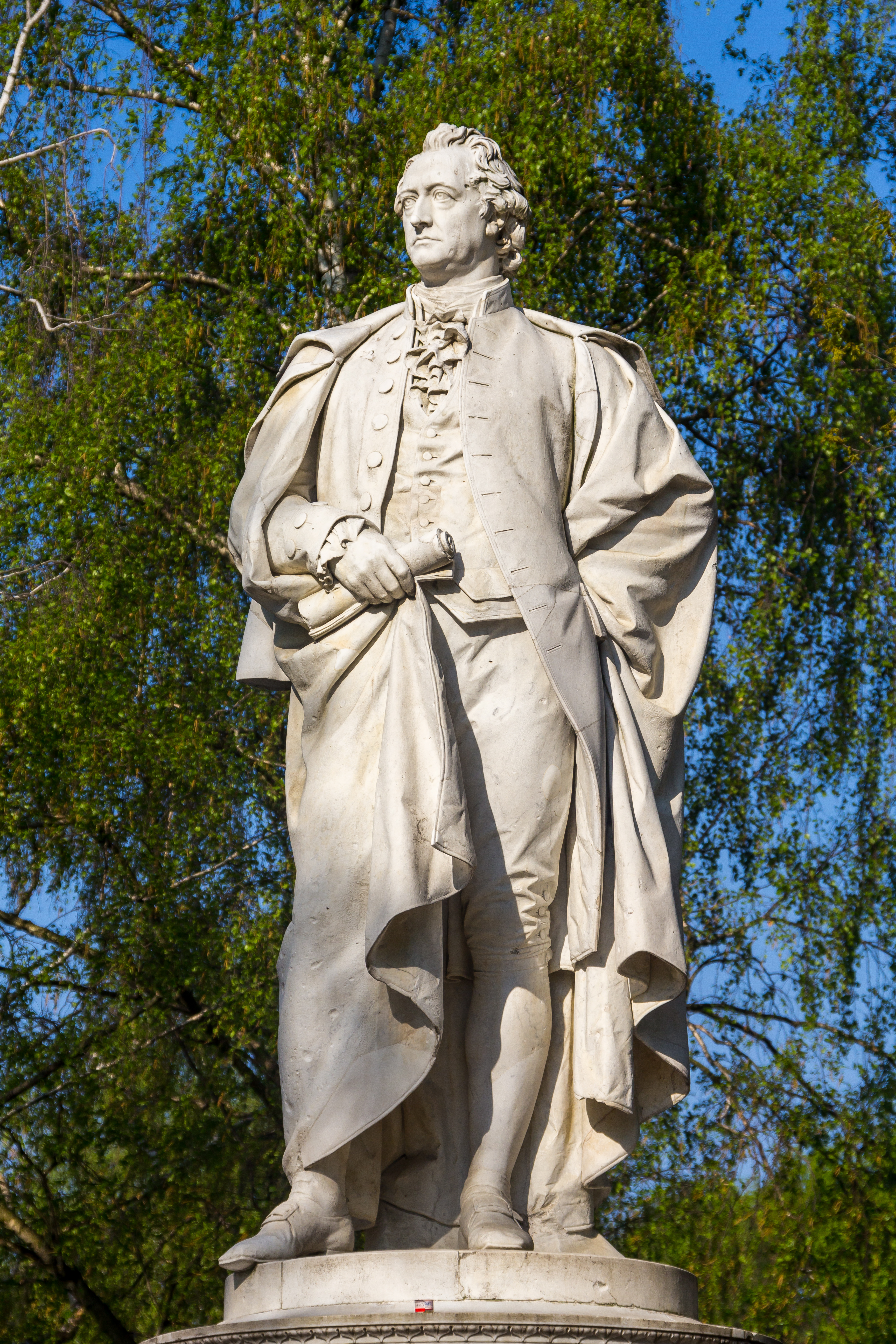
Particolare della statua di Goethe.

Il memoriale si trova lungo la Ebertstraße, nella parte orientale del Tiergarten, tra la porta di Brandeburgo e la Lennéstraße, di fronte al memoriale per gli ebrei assassinati d'Europa. La statua del poeta è alta 2,72 metri e l'intero monumento è alto 6 metri circa. Sulla base a gradini sono disposti tre gruppi di figure allegoriche: una musa con la lira ed Eros rappresentano la poesia lirica; una donna seduta con uno strumento per scrivere e un genio con la torcia della morte rappresentano la poesia drammatica; una donna che legge un libro e un genio rappresentano la ricerca.
Sul piedistallo sul quale sorge il poeta francofortese è presente un'iscrizione in lingua tedesca che recita:
ERRICHTET
IM JAHRE
MDCCCLXXX»
ERETTO
NELL'ANNO
MDCCCLXXX»

## Copia in bronzo a Seul
Nel 2016, a Seul, venne realizzata una replica dettagliata in bronzo del monumento a Goethe per la sede della corporazione Lotte nel parco dietro la Lotte World Tower. La corporazione Lotte prende il nome da Charlotte, uno dei personaggi principali del romanzo epistolare I dolori del giovane Werther, scritto da Johann Wolfgang von Goethe nel 1774. Tale romanzo era piaciuto al fondatore della società Shin Kyuk-ho, che lo lesse nel 1941 all'età di 19 anni.
Poiché non si poteva realizzare un calco dal memoriale originale berlinese, venne eseguita una scansione in 3D con uno scansore 3D mobile. Dapprima venne stampato con una stampante 3D in sabbia di quarzo con un legame di furano e i graffi vennero riparati con dello stucco. Dal negativo della copia in sabbia di quarzo venne presa un'impronta in silicone, che venne riempita con cera d'api. La statua in bronzo venne fusa attraverso la tecnica della cera persa e in seguito venne patinata.

## Galleria d'immagini

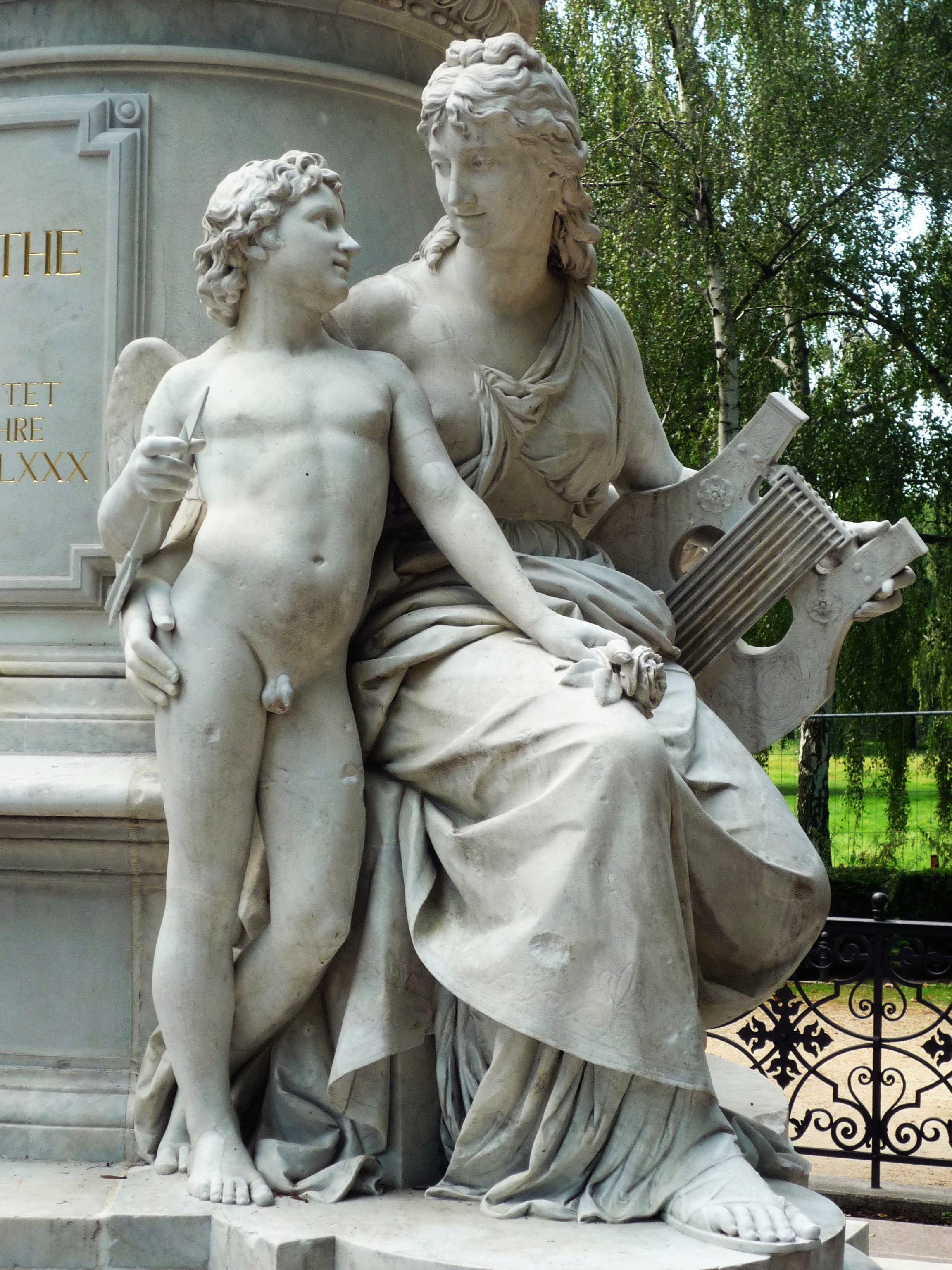
L'allegoria della poesia lirica.
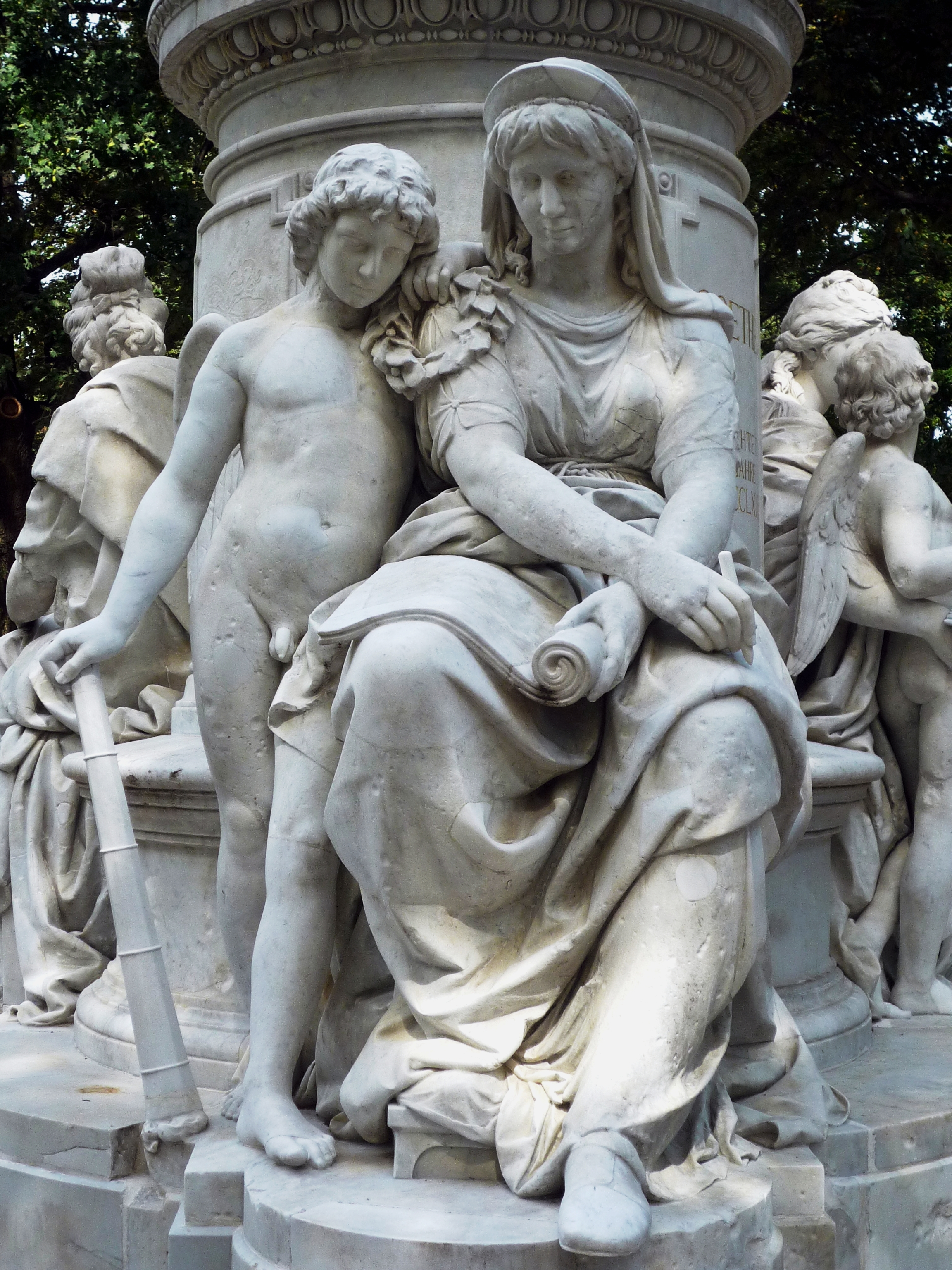
L'allegoria della poesia drammatica.
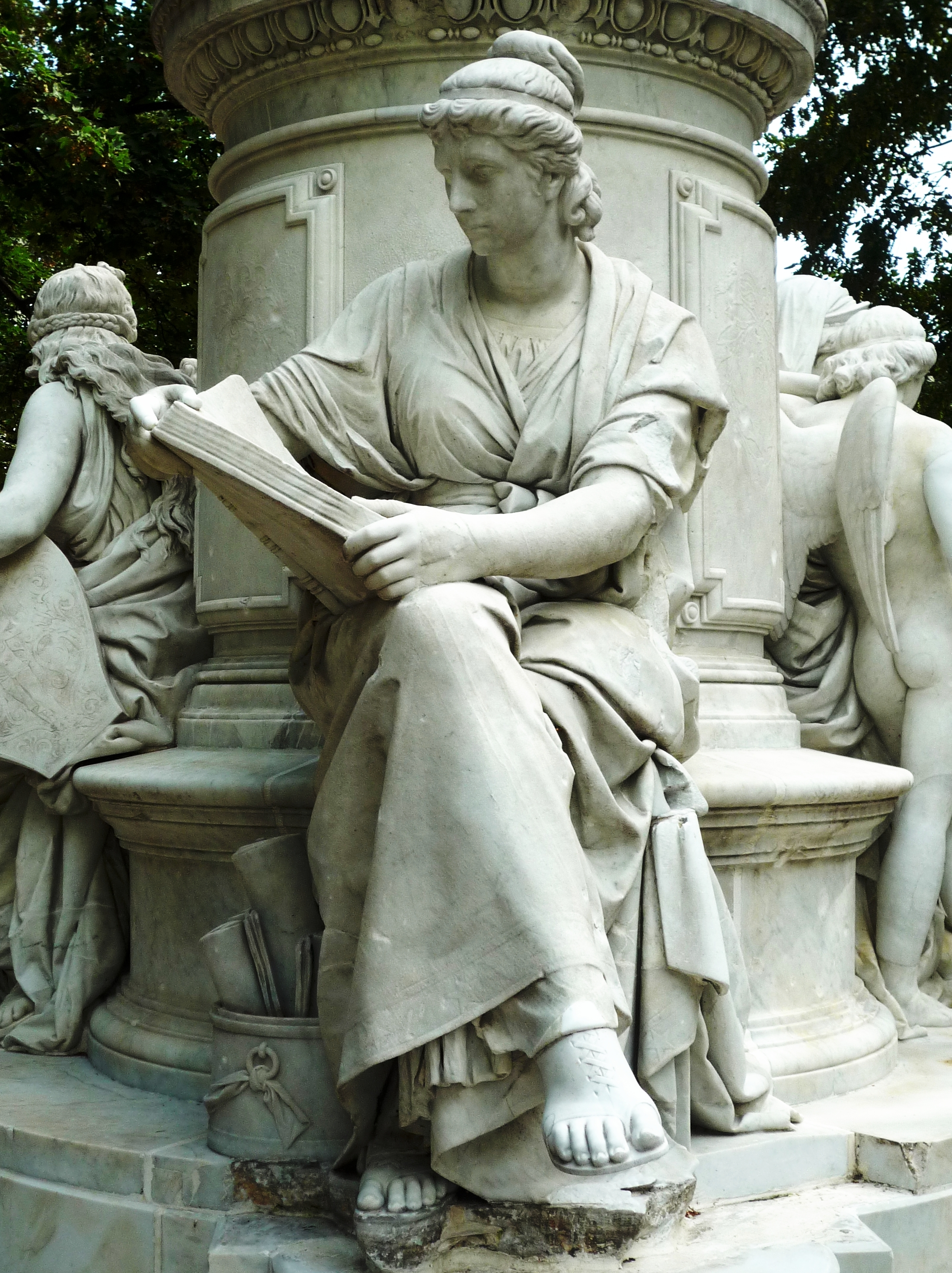
L'allegoria della ricerca.